# Sinclairiinae
Sinclairiinae es una subtribu de plantas con flores  de la subfamilia Cichorioideae dentro de la familia Asteraceae con los siguientes géneros.

## Descripción
Las plantas son herbáceas perennes (arbustos o pequeños árboles) cuyos órganos internos proporcionan con látex blanco. Las raíces son tuberosas. Las hojas a lo largo del vástago están dispuestos en forma opuesta con segmentos enteros (principalmente lanceoladas a ovadas a triangulares). Tanto los tallos como las hojas son a menudo tomentosas. Las inflorescencias son del tipo corimboso.  El color predominante de la flor es de color amarillo.  Los frutos son aquenios con de 8 a 10 costillas, con  vilano con de 30 a 50 cerdas capilares.

## Distribución y hábitats
Las especies de esta subtribu se distribuyen principalmente en México y América Central (con excepción de la especie Sinclairia polyantha (Klatt) Rydb. que además de las áreas mencionadas también se ha encontrado en Colombia). En su mayoría prefieren los bosques húmedos, algunas especies prefieren ambientes más secos en lugares relacionados con los bosques tropicales de hoja caduca.

## Taxonomía
Incluye 4 géneros y cerca de 26 especies.

- Sinclairia Hook. & Arn. (1841) (20 spp.)
- Sinclairiopsis Rydb.  (1 sp.)
- Megaliabum Rydb.  (por el momento considerado un sinónimo de Sinclairia)
- Liabellum Rydb.  (5 spp.)